# Jaya Sri Maha Bodhi
Jaya Sri Maha Bodhi Tree és un terme en sànscrit i singalès que es pot traduir com "L'arbre sagrat de la gran victòria". Està situat al jardí de Mahamewuna a la ciutat històrica d'Anuradhapura, Sri Lanka. Aquest nom es refereix a un arbre de la figuera sagrada (Bo) que es considera un dels arbres més antics plantats per l'ésser humà i que és venerat per haver estat cultivat a partir d'un esqueix de l'arbre original sota el qual el Buda va assolir la il·luminació, anomenat Sri Maha Bodhi.
Sri Maha Bodhi va ser destruït durant l'època de l'emperador Ashoka el Gran, a Buda Gaya a l'Índia, sota el qual Siddhartha Gautama (Buda) va aconseguir la Il·luminació. L'any 236 aC, la monja budista Sangamitta Maha Theri, filla de l'emperador indi Ashoka, va portar la tala d'arbres a Sri Lanka durant el regnat del rei singalès Devanampiya Tissa.[1]

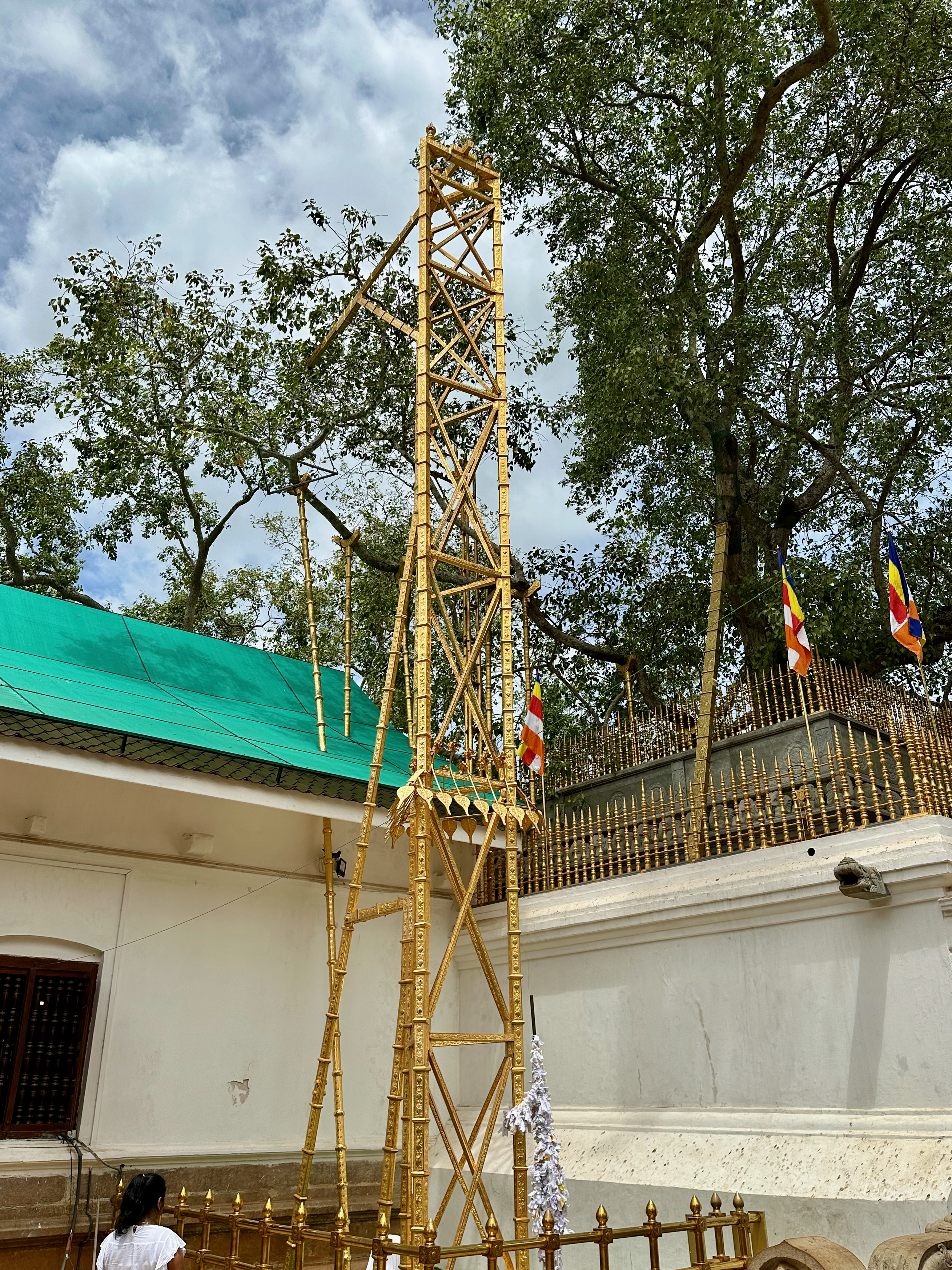
Estructura per protegir l'arbre sagrat

Amb més de 2.300 anys d'antiguitat, és l'arbre viu plantat per humans més antic del món amb una data de plantació coneguda. El Mahavamsa, o la gran crònica dels singalesos, proporciona un relat elaborat de l'establiment del Jaya Sri Maha Bodhi a l'illa i el desenvolupament posterior del lloc com a lloc de pelegrinatge budista important.
Avui, el Jaya Sri Maha Bodhi està situat en una terrassa alta, a uns 6,5 metres sobre el terra, i envoltat per altres 4 terrasses de nivell inferior amb arbres Bo anomenats "Parivara Bodhi" plantats per a la seva protecció. El lloc està actualment administrat pel gran sacerdot d'⁣Atamasthana i l'Atamasthana Palakasabha, l'òrgan administratiu de l'Atamasthana. Rep milions de pelegrins cada any. El lloc està obert als visitants i acull contínuament nombrosos actes de culte durant tot l'any. No obstant això, l'accés a la terrassa superior on es troba l'arbre bo està restringit a causa de la vellesa de l'arbre i de diversos actes vandàlics que ha patit al llarg de la història, inclòs un atemptat terrorista dels LTTE l'any 1985, on van ser massacrats uns 146 pelegrins.